# رنه دوورژه
رنه دوورژه (فرانسوی: René Duverger‎؛ ۳۰ ژانویه ۱۹۱۱ – ۱۶ اوت ۱۹۸۳) وزنه‌بردار اهل فرانسه بود.
وی در مسابقات کشوری و بین‌المللی در مجموع برندهٔ ۱ مدال طلا شده‌است.